# Iglesias (Hiszpania)
Iglesias – gmina w Hiszpanii, w prowincji Burgos, w Kastylii i León, o powierzchni 34,54 km². W 2011 roku gmina liczyła 143 mieszkańców.